# Joseph Saragossi
Joseph ou Yossi Saragossi (hébreu : יוסף סרגוסי ou סארגוסי) est un rabbin, talmudiste et kabbaliste séfarade des XVe et XVIe siècles. Il est connu sous différents surnoms dont Habanaï (« le Bâtisseur »), en raison de son établissement de la ville de Safed comme un centre majeur d’étude du Talmud et de la kabbale.

## Éléments biographiques
Joseph Saragossi naît en 1460 à Saragosse dans la péninsule Ibérique, d’où son surnom. Expulsé d’Espagne en 1492, il fait successivement route vers la Sicile, puis vers la Palestine ottomane, en passant par Beyrouth, Sidon et l’Égypte où sa réputation le précède (il est apparemment déjà connu pour ses talents de conciliateur entre époux et même entre Juifs et Gentils). Il demeure trois ans en Égypte, où il dispense son enseignement à David ibn Abu Zimra, décisionnaire majeur de la génération suivante.
Il s’installe définitivement à Safed où il occupe le poste de rabbin. Son prestige est particulièrement grand, même auprès de figures de l’envergure de Joseph Caro, à tel point que, lorsqu’il envisage de partir, les habitants le supplient de rester et lui promettent un salaire annuel de 50 ducats dont les deux tiers sont fournis par le gouverneur musulman de la ville.
Joseph Saragossi est enterré à Safed. Un pèlerinage est effectué sur son mausolée chaque semaine entre Pessa'h et Lag Baomer. Il se raconte qu’une année, le pacha de Safed ordonna aux Juifs de lui apporter quelques centaines de poulets blancs, à une époque où ceux-ci se faisaient fort rares. Les Juifs se rendirent alors sur la tombe de « Rabbi Yossi » dont on disait qu’il faisait des miracles et s’était entretenu de son vivant avec le prophète Élie ; Joseph Saragossi apparut peu de temps après en rêve à l’un de ces Juifs et lui demanda qu’on apportât le nombre équivalent à celui demandé de poulets colorés. En chemin, ils seraient devenus blancs par miracle. À la suite de cette légende, Joseph Saragossi est également connu comme « le tsaddik aux poulets ».

## Œuvre
Joseph Saragossi ne semble pas avoir laissé d’écrits. Alliant sagacité talmudique et connaissance ésotérique, il a fortement contribué au développement de ces domaines de savoir à Safed. Son enseignement y était suivi par David ibn Abu Zimra, qu’il a fortement influencé et l’on peut sans doute voir l’enseignement du maître dans les paroles de l’élève.